# زین‌دشت
زیندشت، روستایی است از توابع بخش مرکزی شهرستان سلماس استان آذربایجان غربی ایران.ساکنان آن اکثرا از طایفه دلان و مقری و سایر طوایف بوده و دارای پیوندهای خانوادگی نزدیکی با اهالی ایستی سو و قولنجی هستند.اهالی به کار کشاورزی و دامداری مشغول می باشند.جمعیت این روستا از سال ۱۳۹۰ به طور چشمگیری به دلیل مهاجرت ساکنان به شهر های اطراف کاهش یافت ولی هم اکنون تعداد ساکنان زیادی را در خود جای داده است.

## جمعیت
این روستا در دهستان کنارپروژ قرار داشته و بر اساس سرشماری سال ۱۳۸۵ جمعیت آن ۹۱۰نفر (۱۵۷ خانوار) 
بوده‌است.